# Bembibre
Bembibre is een gemeente in de Spaanse comarca El Bierzo van de provincie León in de autonome regio Castilië en León met een oppervlakte van 63,42 km². Bembibre telt 9.356 inwoners (1 januari 2016).

## Demografische ontwikkeling
Bron: INE; 1857-2011: volkstellingen